# Valentiniano Galates
Valentiniano Galates (18 de enero de 366 d. C. 370) fue el único hijo del emperador Valente. 

## Biografía
Valentiniano fue hijo del emperador Valente y Albia Dominica. Nació posiblemente en Galacia, el 18 de enero de 366 d. C. Cuando tenía tres años fue nombrado cónsul junto a Flavio Víctor en el año 369 d. C. Al comenzar el año, Valentiniano probablemente estaba con su padre en Marcianopolis, ya que Valente se encontraba invernando allí durante su guerra contra los godos.
Alrededor del año 370 d. C., Valentiniano se enfermó. Según Sócrates de Constantinopla, Dominica le dijo a su esposo que había tenido visiones de que la enfermedad de su hijo era un castigo por el maltrato que Valente hacía al obispo Basilio de Cesarea. Basilio fue un prominente líder ortodoxo que se opuso al arrianismo del emperador. Cuando se le pidió que ore por Valentiniano, se dice que Basilio respondió que Valente se comprometió con la ortodoxia como condición para la supervivencia del niño. Valente se negó a cumplir y bautizar a Valentiniano como católico, en lugar de eso le dio a su hijo un bautismo arriano. Basilio respondió diciendo que se haría la voluntad de Dios, y Valentiniano murió poco después en Cesarea en Capadocia.
El filósofo y retórico Temistio entregó un panegírico en honor al niño cuando ingresó al consulado en 369, y sugirió que fuera nombrado tutor del joven Valentiniano.